# Taishi (Osaka)
Taishi (太子町 Taishi-chō?) es un pueblo localizado en la prefectura de Osaka, Japón. En agosto de 2019 tenía una población estimada de 13.216 habitantes y una densidad de población de 933 personas por km². Su área total es de 14,17 km².

## Geografía

### Localidades circundantes
- Prefectura de Osaka
  - Habikino
  - Tondabayashi
  - Kanan
- Prefectura de Nara
  - Kashiba
  - Katsuragi

## Demografía
Según datos del censo japonés, la población de Taishi se ha mantenido estable en los últimos años.
| Año del censo | Población |
| ------------- | --------- |
| 1995          | 12.872    |
| 2000          | 14.190    |
| 2005          | 14.483    |
| 2010          | 14.220    |
| 2015          | 13.748    |